# توفيق حسينوف (البطل الوطني)
توفيق حسينوف (بالأذرية: Tofiq Mirsiyəb oğlu Hüseynov)‏ – البطل الوطني لجمهورية أذربيجان؛ شهيد مجزرة خوجالي.

## حياته
ولد توفيق حسينوف بمدينة خوجالي بتاريخ 19 أبريل/نيسان عام 1954. بعد دراسته المدرسة الثانوية بين 1961-1971، التحق بصفوف الجيش السوفيتي عام 1974، وأنها خدمته العسكرية عام 1976.

## مشاركته في المعارك
كان توفيق حسينوف أحد مؤسسي مجموعة الدفاع عن النفس في خوجالي عام 1991، وقد عين فيما بعد قائدًا لهذه المجموعة. وكان يطلق عليه لقب «ميخايلو» في خوجالي. وكان الأرمن يطلقون النار من مدفعية متمركزة في قرية ناراغوه باتجاه أراض خوجالي. كان توفيق يحدد موقع المدفعية ويدمر مواقع القوات المعادية. تمكن من تدمير مجمع للأسلحة التابعة للقوات الأرمينية المعادية، وأسر 10 من المغتصبين. انتشر اسم هذا البطل على طول خط الجبهة. وبعد هذه العملية، تم منحه رتبة لواء. كانت المعركة الأخيرة لميخايلو في 26 فبراير/شباط في خوجالي، حيث استشهد توفيق حسينوف وهو يعمل بشكل دؤوب على انقاذ حياة المدنيين من الإبادة الجماعية التي هزت ضمير الإنسانية. دافع عن المدنيين حتى آخر رصاصة كان يملكها، وتمكن من قتل عشرات المغتصبين الأرمينيين، وفي النهاية، فجر آخر قنبلة كانت بحوزته ليقتل بها فاشيي الأرمن الذين حاصروه. في تلك اللحظة أغلق توفيق حسينوف عينيه إلى الأبد.
كتاب حسينوف توفيق بن ميرسياب 26 فبراير/شباط 1992 من عمره 38 / ضحية المجزرة

## عائلته
متزوج، وله 3 أولاد (يسمين حسينوفا، أفسانة حسينوفا، مراد حسينوف). توفي أبويه خلال الحرب. أسر شقيقه على يد الفاشيين الأرمن، ونجا شقيقه الثاني من الأسر.

## حسينوف بطلًا وطنيًا
منح توفيق حسينوف بعد استشهاده لقب «البطل الوطني لأذربيجان» بموجب مرسوم رقم/ 833 /صادر عن رئيس جمهورية أذربيجان بتاريخ 7 يوليو/تموز 1992.
دفن بمقبرة الشهداء بمدينة باكو.